# Novara
Novara er en by i Italien. Byen er administrativt centrum i provinsen af samme navn, som ligger i regionen Piemonte i det nordvestlige Italien. Med 101.257 (2023) indbyggere er byen den næststørste i Piemonte efter Torino, der ligger ca. 100 km derfra.
Byens vartegn er Sankt Gaudenzios kuppel, én af de højeste murstensbygninger i verden (122 m).
Floden Agogna løber lige vest for byen.

## Historie
Novara blev grundlagt af en keltisk befolkningsgruppe før Romernes tid. Fra det 3. århundrede f.Kr. kom der romerske legionærer til området og det fik afgørende betydning for udviklingen af landbruget og handlen. Landområderne, som blev givet til de romerske soldater, kaldtes Novalia: det gamle navn Novaria stammer derfra.
Under Romerne var byen et vigtigt militært forsvarsværn for Norditalien. Senere under Julius Cæsar fik Novaras indbyggere romersk statsborgerskab.
I århundrederne som fulgte Romerrigets undergang blev byen ødelagt to gange.
I 1100-tallet var Novara medlem af den Lombardiske Liga.
Efter 1200-tallet domineredes Novara af Milano, blev besat af Spanien i 1600-tallet og af Østrig i starten af det 18. århundrede, før byen blev en del af det Piemontesiske monarki i 1738.
Det sidste slag i den Første Italienske Uafhængighedskrig fandt sted i nærheden af Novara i marts 1849, hvor den østrigske hær under Feltmarskal Radetzky slog Piemonteserne: den følgende dag, i et palads i byens centrum, abdicerede den piemontesiske Kong Karl Albert og overlod tronen til sin søn Victor Emanuel, der senere skulle blive Italiens første konge i 1861 (oprettelsen af den italienske stat).
Italiens præsident fra 1992 til 1999, Oscar Luigi Scalfaro (1918-2012), blev født i Novara.

## Geografi
Novara ligger 120 m.o.h. på Posletten: området er rigt på vand takket være et stort antal floder og kanaler.
De små floder Agogna og Terdoppio løber henholdsvis lige vest og lige øst for byen; de større Sesia og Ticino løber lidt videre og danner grænse til naboprovinserne. Der blev etableret adskillige kanaler mellem 1800- og 1900- tallet for at fordele flodvand til landbruget.
De berømte søer Maggiore og Orta ligger delvis i Novara-provinsen, ca. 40 km nord for byen.

## Infrastruktur
Motorvej A4, som siden 1932 har forbundet Torino med Milano, løber lige nord for byen og har to afkørsel (Novara Vest og Øst). Omkring 10 km vest for byen finder man motorvej A26 Genova-Gravellona Toce. 
Langs motorvej A4 løber jernbanestrækningerne til højhastighedstogene – det italienske ETR og det franske TGV. Der eksisterer endnu ikke en station på højhastighedslinjen i nærheden, men planen er at bygge en med forbindelse til den internationale lufthavn Milano-Malpensa, den næststørste i Italien, som ligger ca. 30 km nord for Novara.

## Økonomi
Regionen omkring Novara er en del af det største risproduktionsområde i Europa: hvert forår ændrer landskabet rund om byen sig, når rismarkerne bliver oversvømmet.
Mange vigtige virksomheder bidrager til den lokale økonomi og er aktive i industrier som petrokemie, elektronik, fødevarer, pharmaceutik, logistik, banker og forlag.
Byen profiterer også økonomisk af metropolen Milano, som kun ligger 50 km væk.

## Seværdigheder og kultur
Sankt Gaudenzios kuppel er byens vartegn: den 122 m høje murstensbygning ligger over for kirken af samme navn og blev bygget i den sidste halvdel af 1800-tallet af Alessandro Antonelli, arkitekten som også byggede Mole Antonelliana i Torino. Antonelli tegnede også Domkirken i Novara.
Dåbskapellet, som ligger direkte foran Domkirken, er et eksempel på tidlig kristen kunst i Piemonte.
En boulevard løber omkring centrum, der hvor den romerske mur tidligere stod: nogle ruiner kan ses endnu.
Dirigenten Guido Cantelli (1920-1956) blev født i Novara: han var Arturo Toscaninis foretrukne elev og blev udnævnt til chefdirigent på La Scala Teatret i Milano, kort før han døde i et flystyrt.

## Sport
Rulleskøjtehockey har en lang tradition i byen: det lokale hold Hockey Novara vandt det nationale mesterskab 32 gange mellem 1930 og 2002, som er rekord i Italien. Novara var vært for verdensmesterskabet i 1984, hvor Argentina vandt titlen foran Italien og Portugal.
Fodboldklubben Novara Calcio hørte til Italiens bedste indtil 1950'erne.
Efter mere end 30 år i tredje og fjerde liga lykkedes det klubben på kun to år igen at komme i første liga: i sæsonen 2011/2012 deltog de i Serie A og havde danskeren Daniel Jensen på holdet.
Novaras stadion er opkaldt efter en berømt spiller fra førkrigstiden, Silvio Piola, som blev verdensmester med Italien i 1938.